# 石榴 (小説)
『石榴』（ざくろ）は、江戸川乱歩の著した中篇小説。1934年（昭和9年）9月、『中央公論』に掲載された。

## 執筆まで
新気風色の強い『新青年』や、長編では『講談倶楽部』などの大衆雑誌をホームグラウンドとしていた乱歩が、純文学の雑誌である『中央公論』に要望されて書いた作品。当時、E・C・ベントリーの『トレント最後の事件』をようやく読んだばかりの乱歩は、この作品のトリックに刺激されて、「同じ思い付きを私がどんな風に扱うかひとつ見ていてください」との心づもりで書いたが、乱歩自身「従来の作品に比べても新しい要素はなかった」と言うように、評判はあまりよくなかった。その一方、乱歩は自己短編集のタイトルにこれを使っている。

## 内容

### 登場人物
私主人公。刑事。探偵小説好きで、自らが担当した事件を記録するのが趣味。
猪俣「私」が温泉旅館で出会った探偵小説好きの紳士。

## あらすじ
探偵小説好きの刑事である「私」は、温泉旅行先の旅館でやはり探偵小説好きの猪俣という最近愛妻をなくした男と懇意になる。猪俣が「私」に実際に担当した事件のなかで面白い事件はなかったかと尋ねるので、「私」は断崖の上である事件を語る。それは十年前名古屋郊外のあばら家で一人の男が硫酸で石榴のように顔をつぶされて殺された事件であった。顔がつぶされているので身元はすぐに分からなかった。そんなとき、地元の老舗饅頭屋の主人、谷村万右衛門が行方不明になったと、その妻絹代が警察に相談に来る。絹代によれば万右衛門はその前日、旧友でもあり絹代をとりあった老舗同士のライバル琴野宗一に今までのことを精算したいからあるあばら家に来いとの手紙を受け取り、そこへおもむいたらしいが、帰宅するや部屋にとじこもり、寝室には来たものの、翌朝、妻がまだ寝ているうちに仕事用で東京へ行ってしまい、そのまま帰ってこなくなったという。やがて、遺体は服装などから琴野宗一と断定される。しかし刑事の「私」が万右衛門の日記に発見した指紋と、遺体の指紋が一致する。殺されたのは谷村万右衛門であり、あの日、谷村家に帰ってきたのは琴野宗一だったのだ。そう「私」は猪俣に語り終えるが、猪俣は異を唱える。顔をつぶされたから実は被害者は別人だというのは探偵小説好きの人間の考えそうなことである。そうではなくてやはり殺されたのは琴野宗一であり、犯人は谷村万右衛門ではないか。指紋は琴野のものを偽造した指紋スタンプを谷村が作っていたのではないかと猪俣は言う。「私」が不快を示すと、猪俣は自分が整形した谷村万右衛門であることを明かす。あのあと谷村は愛人と大陸に逃亡したのであった。しかし、その最愛の人に死なれた今、事件をうまく解決したと得意になってる刑事の「私」に真相を語って一泡吹かせてからこの世を去りたかったのだといい、そのまま断崖から飛び降りる。

## 出版
- 春陽堂文庫 『心理試験』収録　1962年
- 角川文庫 『悪魔の紋章』収録　1974年
- 光文社文庫 『黒蜥蜴』収録　2003年
- 角川ホラー文庫『パノラマ島綺譚　江戸川乱歩ベストセレクション6』収録　2009年
- 文春文庫 『江戸川乱歩傑作選 鏡』収録　2016年
- 新潮文庫 『江戸川乱歩名作選』収録　2016年